# 강대호 (축구 선수)
강대호(한국 한자: 姜大浩, 1981년 3월 2일 ~ )는 대한민국의 전 축구 선수이며, 포지션은 수비수였다.